# ژوان رکا
ژوان رُکا ئی فونتانه (کاتالونیایی: Joan Roca i Fontané؛ زادهٔ ۱۱ فوریهٔ ۱۹۶۴) سرآشپز و مؤلف اهل اسپانیا است. وی یکی از بنیان‌گذاران رستوران سه‌ستارهٔ سِلِر دِ کان روکا است. مجلهٔ تخصصی رستوران این رستوران را ۲ مرتبه به‌عنوان برترین رستوران جهان و ۵ مرتبه به‌عنوان دومین رستوران برتز جهان انتخاب کرد. خودش نیز جوایز متعددی بابت هنر آشپزی‌اش دریافت کرده‌است.